# مفصل الإصبع

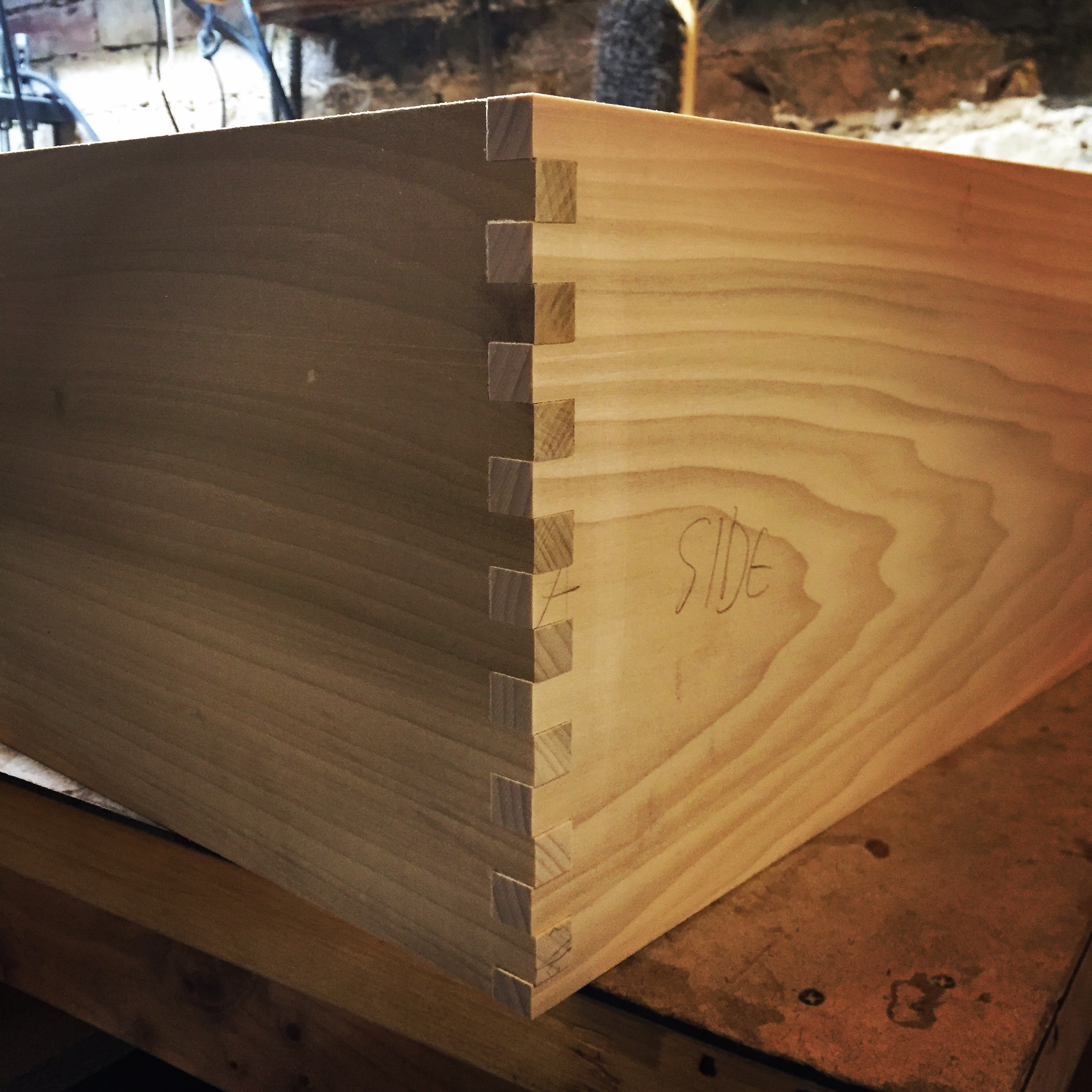
مفصل الإصبع مستخدم في صناعة درج خشبي.

مفصل الإصبع هو عبارة عن وصلة نجارية، مصنوعة من خلال قطع مجموعة من القطع المستطيلة، المكملة في قطعتين من الخشب، والتي يتم لصقها بعد ذلك، مع حشو. لتصور مفصل إصبع ببساطة تشبيك أصابع يديك بزاوية تسعين درجة؛ ومن هنا جاء اسم «الأصبع المشترك». إنه أقوى من المفصل أو اللفة المشتركة، وغالباً ما يساهم في الجمالية (المظهر) للقطعة.

## تطبيقات

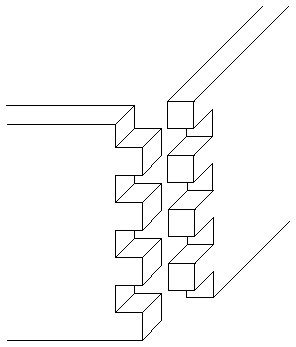
آلية عمل مفصل الإصبع.

مفصل إصبع مدبب أو ممزوج هو المفصل الأكثر شيوعًا المستخدم لتشكيل قطع طويلة من الخشب من الألواح الصلبة. والنتيجة هي الخشب الإصبع صوتها.
كما يمكن أن يكون مفصل الإصبع لا يقدر بثمن عند تثبيت الطاولات والكراسي، ويمكن استخدامه أيضًا في أشياء مثل ألواح الأرضية والسقف الخشبي وبناء الباب . يمكن أن يكون من الصعب صنع مفاصل الأصابع بدون الأدوات المناسبة.